# Brachypterygius
Il brachitterigio (gen. Brachypterygius) è un rettile marino estinto, appartenente agli ittiosauri. Visse nel Giurassico superiore (Kimmeridgiano - Titoniano, circa 150 - 142 milioni di anni fa) e i suoi resti fossili sono stati ritrovati in Europa.

## Descrizione
Come la maggior parte degli ittiosauri, Brachypterygius possedeva un corpo fusiforme e idrodinamico simile a quello di un delfino. Al contrario dei suoi stretti parenti come Ophthalmosaurus, Brachypterygius possedeva occhi insolitamente piccoli, e le zampe trasformate in strutture simili a pagaie erano anch'esse di piccole dimensioni. Brachypterygius possedeva inoltre numerosi denti ben sviluppati, che non andavano perduti dopo la morte dell'animale ma rimanevano ben fissi nelle fauci, al contrario di ciò che avveniva in molti ittiosauri simili. L'omero di Brachypterygius possedeva la caratteristica articolazione distale tripartita degli oftalmosauridi.

## Classificazione
Brachypterygius ha una storia tassonomica molto complicata. I primi fossili di questo animale (una zampa anteriore) vennero ritrovati nella zona di Bath (Inghilterra) nella formazione di Kimmeridge Clay, risalente al Kimmeridgiano. I fossili vennero descritti nel 1904 da Boulenger come una nuova specie del genere Ichthyosaurus (I. extremus), ma fu solo nel 1922 che uno studio di Friedrich von Huene mise in luce differenze morfologiche tali da permettere l'istituzione di un nuovo genere, Brachypterygius appunto. Nel 1976 Chris McGowan descrisse un nuovo genere e una nuova specie di ittiosauro, Grendelius mordax, sulla base di uno scheletro parziale con tanto di cranio, ma privo delle pinne anteriori, proveniente dal Kimmeridgiano di Norfolk; in seguito questa specie è stata attribuita a Brachypterygius, prima di ritornare a essere considerata un genere a sé stante. Lo stesso McGowan, nel 1997, descrisse altri fossili provenienti dal Dorset e li ascrisse al genere Brachypterygius. 
Nel 1998 Efimov istituì un nuovo genere e una nuova specie di ittiosauri del Titoniano della Russia, Otschevia pseudoscythia, sulla base di un singolo esemplare proveniente dalla zona di Saratov, nella regione del Volga. Nello stesso anno, Arkhangelsky descrisse una nuova specie di Brachypterygius (B. zhuralevi) da un'altra località nella zona di Saratov risalente al Titoniano. Uno studio del 2000 considerò i due taxa russi sinonimi, e denominarono la specie Brachypterygius pseudoscythius. Queste specie, tuttavia, sono attualmente ascritte al genere Grendelius.
La specie Ophthalmosaurus cantabrigiensis, descritta per la prima volta da Richard Lydekker nel 1888, è stata a volte ascritta a Brachypterygius.
Brachypterygius è considerato un rappresentante degli oftalmosauridi, un gruppo di ittiosauri molto specializzati dalla forma del corpo particolarmente compatta e idrodinamica, tipici del Giurassico e del Cretaceo. In particolare, Brachypterygius sembrerebbe essere particolarmente imparentato con Platypterygius e Caypullisaurus.